# Philippe Nguyễn Kim Điền
 (février 2022).
Si vous disposez d'ouvrages ou d'articles de référence ou si vous connaissez des sites web de qualité traitant du thème abordé ici, merci de compléter l'article en donnant les références utiles à sa vérifiabilité et en les liant à la section « Notes et références ».
Philippe Nguyễn Kim Điền, né le 13 mars 1921 à Long Đức au Viêtnam et décédé le 8 juin 1988 à Hô Chi Minh-Ville (Vietnam), est un religieux des Petits Frères de Jésus (PFJ) vietnamien. Ordonné prêtre en 1947 et évêque en 1961 il devient archevêque de Hué, un diocèse qu'il dirige de 1968 à sa mort en 1988.

## Biographie
Philippe Nguyễn Kim Điền est né le 13 mars 1921 à Long Đức au Viêtnam. Il a travaillé comme nettoyeur de rue et cireur de chaussures avant d'entrer au séminaire. Il est ordonné prêtre en 1947 au sein de la congrégation des Petits Frères de Jésus qui s'inspirent de la spiritualité de Charles de Foucauld. Il est consacré évêque de Can Tho en 1961, archevêque de Parion en 1964 et archevêque de Hué en 1968. Il participa aux quatre sessions du concile Vatican II (1962 à 1965).
Pendant son mandat d’archevêque, il maintint la communauté catholique unie face aux efforts gouvernementaux pour contrôler l’Église après la réunification du Viêtnam. Il a gardé la communauté locale forte au milieu des bouclages[Quoi ?] de séminaires et de la soi-disant «rééducation» étatique imposée à de nombreux prêtres. 
Le gouvernement vietnamien forma en 1983 le «Comité pour la solidarité des catholiques patriotiques vietnamiens» pour diviser et tenter de séparer l’Église catholique vietnamienne de l’influence papale de Rome. Il s’opposa à ce comité et fut placé en résidence surveillée en 1984 jusqu’à sa mort en 1988. Pendant son assignation à résidence, il continua à envoyer des lettres pastorales aux fidèles de son diocèse «et les autorités n’ont apparemment pas tenté sérieusement de le remplacer». Des prêtres et des religieuses auraient été arrêtés pour avoir distribué ses lettres et déclarations clandestines. Ils ont également été contrebandés à l'étranger. 
Mgr Philippe Nguyễn Kim Điền jouissait de la plus grande estime au Vietnam. Sans être anti-communiste il était surtout un "prêtre du peuple" qui adopta les réformes sociales telles que promues par la doctrine sociale de l'Eglise. Il resta toutefois critique des politiques du gouvernement et dénonca les restrictions à la liberté religieuse, en particulier la liberté de culte (messe et autres cérémonies religieuses). Deux prêtres sous son autorité furent arrêtés.
Etre assigné à résidence l'empêcha de participer à la Congrégation pour l'évangélisation des peuples de 1986; cette interdiction suscita une protestation formelle des cardinaux et des évêques de 40 pays. Điền est mort de maladie à l'hôpital d'Ho Chi Minh Ville le 8 juin 1988.
Sa tombe se trouve à gauche à l'intérieur de la cathédrale Phủ Cam à Huế.